# Nose tackle
Il nose tackle (NT) è una posizione della linea di difesa nel football americano e canadese.
Nella difesa 3-4 sarà l'unico defensive tackle presente nello schieramento dei defensive lineman, mentre nelle difesa 4-3 sarà uno dei due defensive tackle, solitamente quello che si schiera di fronte al center avversario.